# Термодинаміка чорних дір

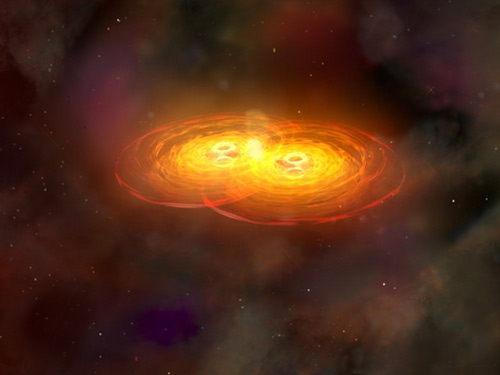
Художнє зображення злиття двох чорних дір, процес, в якому діють закони термодинаміки

Термодинаміка чорних дір — феноменологічний розділ фізики чорних дір, що виник на початку 1970-х внаслідок виявлення аналогій у математичному описі деяких властивостей чорних дір із законами термодинаміки.

## Історія виникнення
З точки зору загальної теорії відносності будь-яка чорна діра може бути описана трьома характеристиками, які можна спостерігати зовні чорної діри: її масою, її зарядом і її кутовим моментом (т. зв. теорема про «відсутність волосся»). Це означало, що якщо чорна діра поглине деякий об'єкт, його ентропія (інформація про його впорядкованість) при перетині горизонту подій зникне і величина ентропії у Всесвіті (замкненій системі) зменшиться, що суперечить другому закону термодинаміки.
У спробах подолати цю суперечність, у 1972 Яків Бекенштейн, виходячи із доведеної роком раніше Стівеном Гокінгом теореми про площу горизонту подій, припустив, що у чорних дір наявна ентропія і співвідніс її з площею горизонту подій, вражену через планківську площу з певним коефіцієнтом {\displaystyle \eta }
{\displaystyle S=\eta {kc^{3}A \over \hbar G},}
де G - гравітаційна стала, {\displaystyle \hbar } - зведена стала Планка, c - швидкість світла, k - стала Больцмана,
і запропонував узагальнення другого закону термодинаміки, де враховувалася ентропія чорних дір і яке стверджувало, що сума ентропії зовні чорної діри і власної ентропії чорної діри не може зменшитися:
{\displaystyle \delta (S_{in}+S_{out})\geq 0,}
де {\displaystyle S_{in}} - власна ентропія чорної діри, {\displaystyle S_{out}} - ентропія зовні чорної діри. Ця ідея, однак, спершу не була сприйнята, зокрема, Стівеном Гокінгом, який сприйняв схожість теореми про площу з другим законом термодинаміки за випадковий збіг. Було також наведено приклад, коли узагальнений закон Бекенштайна не виконувався. Окрім того, наявність ентропії у чорних дір означала б, що вони мають також ненульову температуру, що суперечило визначенню чорної діри, за яким жодне фізичне тіло, перетнувши горизонт подій, не може повернутись назад, оскільки для цього воно мало б розвинути швидкість, більшу за швидкість світла, а отже що горизонт подій не випромінює також жодного теплового випромінювання, а відтак, що чорна діра має температуру абсолютного нуля. 
У 1973 Джеймс Бардін, Брендон Картер та Стівен Гокінг опублікували статтю «Чотири закони механіки чорних дір», у якій було сформульовано і обґрунтовано основні властивості чорних дір, проводячи аналогії між ними та відповідними законами термодинаміки.
У 1974 Стівен Гокінг дав теоретичне обґрунтування випромінюванню часток чорними дірами внаслідок квантових ефектів у вакуумі поблизу горизонту подій. Можливість такого випромінювання, названого згодом випромінюванням Гокінга, означала, що чорні діри справді мають ентропію і відмінну від нуля температуру. Це відкриття усунуло суперечності в узагальненому другому законі, чорні діри перестали бути об'єктами, які порушували закони термодинаміки. Таким чином Гокінг підтвердив припущення Бекенштайна і зміг уточнити коефіцієнт у запропонованій ним залежності між масою і ентропією чорної діри, вирахувавши, що {\displaystyle \eta ={1 \over 4}} і, таким чином, отримав її остаточну формулу, яку згодом назвали формулою Бекенштайна-Гокінга:
{\displaystyle S={kA \over 4\ell _{\mathrm {P} }^{2}},}
де {\displaystyle A} — площа горизонту подій, {\displaystyle k} — стала Больцмана, {\displaystyle \ell _{\mathrm {P} }={\sqrt {G\hbar /c^{3}}}} — планківська довжина.
Підтвердження узагальненого другого закону, в свою чергу, призвело в подальшому до формулювання 'т Гофтом голографічного принципу.

## Чотири закони механіки чорних дір
Чотири закони, які описували основні властивості чорних дір, були сформульовані і обґрунтовані у 1973 році у спільній статті Джеймса Бардіна, Брендона Картера та Стівена гокінга «Чотири закони механіки чорних дір» (англ. The Four Laws of Black Hole Mechanics).
Нульовий закон
стверджує, що поверхнева гравітація на горизонті подій чорної діри є сталою.
Перший закон
встановлює зв'язок між зміною маси, площею горизонту подій, кутового моменту і заряду чорної діри при впливі на неї
{\displaystyle dE={\frac {\kappa }{8\pi }}\,dA+\Omega \,dJ+\Phi \,dQ,}
де {\displaystyle E} - енергія, {\displaystyle \kappa } - поверхнева гравітація, {\displaystyle A} - площа горизонту подій, {\displaystyle \Omega } - кутова швидкість, {\displaystyle J} - кутовий момент, {\displaystyle \Phi } - електростатичний потенціал, {\displaystyle Q} - електричний заряд.
Другий закон
є теоремою Гокінга про площу горизонту подій і стверджує, що площа горизонту подій не може зменшуватись.
{\displaystyle dA\geq 0}.
При зіткненні двох чорних дір, кінцева площа горизонту подій буде більшою, ніж сума площ початкових горизонтів:
{\displaystyle A_{3}>A_{1}+A_{2}}.
Третій закон
стверджує, що не існує способу, неважливо наскільки ідеалізованого, яким можливо було б зменшити поверхневу гравітацію на горизонті подій до нуля.
Ці чотири основні властивості чорних дір є аналогічними до законів термодинаміки, при цьому температурі відповідає поверхнева гравітація на горизонті подій, енергії — маса чорної діри, ентропії — площа горизонту подій.